# Киндери (посёлок железнодорожного разъезда)
Киндери (тат. Киндерле тимер юл аерчасы бистәсе) — посёлок железнодорожного разъезда в Высокогорском районе Татарстана. Входит в состав Красносельского сельского поселения.

## География
Находится в северо-западной части Татарстана на расстоянии приблизительно 4 км на юго-запад по прямой от районного центра посёлка Высокая Гора у железнодорожной линии Казань-Агрыз.

## История
Основан во второй половине 1930-х годов. На 1940 год в составе Киндерского сельсовета Юдинского района Татарской АССР. С 1950 года в том же сельсовете Высокогорского района. С 1959 года в составе Красносельского сельсовета Высокогорского (1959–1963), Пестречинского укрупнённого (1963–1965), вновь Высокогорского (с 1965) районов Татарской АССР (Республики Татарстан).

## Население
Постоянных жителей было: в 1938 году — 32, в 1958 — 48, в 1970—102, в 1989—375, 375 в 2002 году (русские 50 %, татары 50 %), 365 в 2010.

## Объекты
- Станционная уоица, №№ 1, 2 — жилые дома Казанского отделения ГЖД.[12]
- подстанция Киндери, №№ 1, 2, 3, 4, 5, 7, 9, 10, 11, 12, 13, 14 — жилые дома подстанции «Киндери» Казанских электросетей.[13]